# Impatiens duthiei
Impatiens duthiei är en balsaminväxtart som beskrevs av Joseph Dalton Hooker. Impatiens duthiei ingår i släktet balsaminer, och familjen balsaminväxter. Inga underarter finns listade i Catalogue of Life.